# Icarianos

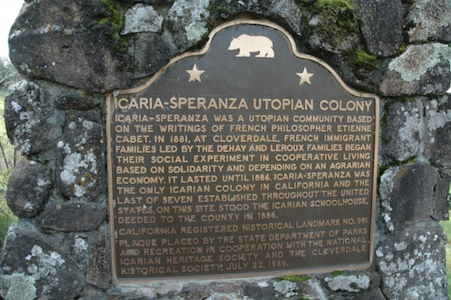
Placa conmemorativa de la instalación de la colonia utópica Icaria-Speranza en el condado de Sonoma, California, el último de su género.

Los icarianos conformaron un movimiento de utópicos franceses, liderados por Étienne Cabet, que establecieron un grupo de comunas igualitarias en América del Norte entre 1848 y 1898. 
Icaria fue el nombre dado por el teórico político y socialista utópico Étienne Cabet a su ciudad ideal, una utopía que se fundaba sobre principios comunistas. Por extensión, "Icaria" será el nombre otorgado a las comunas fundadas por los adeptos de Cabet en América.
El movimiento icariano duró cuarenta y nueve años. Como todas las utopías de esta era, los icarianos se diluyeron en el interior de su propia comunidad. El pobre planeamiento y administración financiera junto con disputas personales parecen haber sido las raíces de la desintegración. 

## Origen europeo
Étienne Cabet nació en Francia en 1788, donde asistió a la escuela de Derecho, ejerció el periodismo y fue un organizador político de un grupo revolucionario semi-clandestino denominado la Carbonería que fue fundado por el Marqués de La Fayette. Cabet fue un entusiasta de los sentimientos democráticos que llevaron a la Revolución de Julio y fue elegido en la nueva Asamblea Nacional en 1831; sin embargo, criticó a la monarquía por no hacer lo suficiente para restaurar los derechos democráticos. En 1832, Cabet escribió Historia popular de la Revolución Francesa de 1789 a 1830, una acusación al Antiguo Régimen y a la opresión de la sociedad industrial del siglo XIX. Debido a este libro, Cabet fue sentenciado por traición en 1834. Huyó a Londres y solo regresó a Francia en 1839. 
En Inglaterra, Cabet tomó ideas de Tomás Moro y Robert Owen y, a su regreso en 1840, publicó bajo un seudónimo Viaje a Icaria, un programa narrativo de una utopía comunal. Las ideas utópicas de Cabet influenciaron a Karl Marx y a otros pensadores sociales. Creía que al compartir las propiedades, la pobreza sería eliminada y todos podrían entonces contribuir al conjunto y obtener una existencia pacífica. El resultado final sería la igualdad para todos. El libro fue tremendamente popular, con cientos de miles de lectores. En 1846, Cabet escribió Verdadero cristianismo siguiendo a Jesucristo, un trabajo influenciado por ideas cátaras del antimaterialismo dualista y de las ideas anticlericales de la Ilustración.
El 16 de abril de 1848, Étienne Cabet cabalgó por las calles de París en busca de seguidores para su sociedad perfecta. Así, se dirigió a miembros de la clase media, denominados como pertenecientes a la burguesía, así como a campesinos. Necesitaba gente que tuviera habilidad en la manufactura, el tejido, la confección, así como cualquier otra habilidad útil que pudiera asegurar que su nueva sociedad sea lo más autosuficiente posible en América. Con ello, también incluyó a mujeres quienes ayudarían a mantener las casas y cuidar a los enfermos. 
Para promocionar su sociedad, publicó artículos en su periódico denominado Le Populaire. Esta publicación era única debido a que tres cuartas partes de sus accionistas eran artesanos que seguían las ideas de Cabet. Le Populaire tenía un tiraje de 4.500 ejemplares, escritos en un lenguaje simple que atraía a la clase media francesa. Una segunda publicación, Le Village, fue escrita para lectores campesinos, ya que Cabet se dio cuenta de que necesitaría campesinos en su Icaria americana, por lo que buscó atraerlos.

## Política y planeamiento
Para los icarianos, el remedio para cualquier problema sería una mejor organización social y política. La sociedad era libre, lo que significaba que no sería impuesta a nadie. Quien quisiera podía unirse siempre y cuando adoptara sus principios enteramente. La estructura política consistía en un presidente que era elegido anualmente y cuatro oficiales a cargo de las finanzas, agricultura, industria y educación. Los potenciales miembros de la comunidad debían ser admitidos por un voto mayoritario de los varones adultos de la misma. Esto se realizaba después de que el potencial miembro hubiera vivido en la sociedad por cuatro meses y empeñara $80. Asimismo, todos los miembros perdían el derecho sobre sus propiedades.
Cabet estuvo muy influenciado por los eventos de la Revolución de 1830, en la cual un levantamiento democrático reemplazó al último rey borbón con un monarca orleanista quien proclamó una nueva constitución que respetaba los derechos civiles. Estos derechos fueron disminuidos con el tiempo (Los miserables de Victor Hugo describe los eventos de 1832) y Cabet escribió su trabajo sobre una sociedad ideal, Viaje a Icaria. Este trabajo capturó la imaginación de cientos de miles de lectores en Francia, lo que impulsó el movimiento utópico. En 1847, en un artículo de Le Populaire titulado "Allons en Amerique!" (¡Vamos a América!), Cabet hace un llamado a sus seguidores para crear una comunidad utópica en las colonias inglesas en América.
La visión de Karl Marx de una utopía perfecta de trabajadores recibió gran influencia tanto del idealismo de Cabet como de la prueba de éste en su realización en Illinois e Iowa.

## Asentamiento americano

### Nueva Orleans
En 1848, 1500 seguidores de Cabet se congregaron el puerto de Le Havre para embarcarse hacia los Estados Unidos. Arribaron a Nueva Orleans el 27 de marzo de 1848 y permanecieron en la zona por casi cuatro años, mientras que una "vanguardia" intentó establecer una colonia en Texas. Esta colonia se asentó cerca de Fort Worth en Texas. Habían elegido esta región debido a la abundancia de tierra, libertad de vigilancia policial y la separación de la Iglesia y el Estado. Cuando no tuvo éxito, los icarianos compraron tierras en Nauvoo, Illinois, y se mudaron allí en 1852.

### Condado Denton, Texas
Un grupo de 69 colonos icarianos conocidos como la "vanguardia" viajaron de Nueva Orleans a un lugar en el condado de Denton en Texas (al noroeste de Fort Worth), a donde llegaron el 31 de mayo de 1848. La tierra era inhóspita y se acabaron sus provisiones, lo que ocasionó grandes dificultades a los pioneros. En agosto, un segundo grupo de vanguardia llegó a la colonia de Texas. La dirigencia de la colonia decidió abandonar el lugar y, en septiembre, la vanguardia dejó Texas y retornó a Nueva Orleans. 

### Nauvoo, Illinois
Tras el fracaso de la colonia de Texas, los icarianos decidieron dirigirse al norte a Nauvoo, Illinois, un pequeño pueblo a orillas del río Misisipi, que había sido recientemente abandonado por los mormones. Nauvoo se convirtió en la primera comunidad icariana permanente a inicios de la década de 1850. En el censo de 1850, figuran 505 familias en Nauvoo; en 1854, había 405 miembros de la colonia. La mayoría procedía de Francia, aunque algunos habían venido de Alemania, Suiza, España, Italia, Hungría, Suecia, Holanda, Reino Unido y los Estados Unidos. En esta ciudad, se publicaban dos periódicos: el Real Icarienne en francés y Der Communist en alemán. 
Una constitución creada en 1853 especificaba que los residentes de la colonia de Nauvoo estaban obligados a donar todos sus bienes terrenales a la comunidad, que debía incluir un mínimo de $60. Se permitía mudarse a la colonia permanente de Iowa a quienes superaban un período probatorio de cuatro meses.
En 1852, se interpuso una demanda en París contra Cabet debido a las reclamaciones de algunos de los colonos icarianos. Cabet retornó a Francia durante 18 meses. Cuando regresó, impuso reglas sobre como hablar en conferencias, prohibió fumar y estableció otras regulaciones que resultaron impopulares para algunos miembros de la comunidad. La comunidad icariana de Nauvoo se dividió por una votación de 219 contra 180. Cabet y sus seguidores abandonaron Nauvoo en octubre de 1856 y se fueron a San Luis (Misuri). La colonia de Nauvoo tuvo dificultades financieras y debió dispersarse en 1860.

### Corning, Iowa
En 1852, los icarianos compraron tierras en el condado de Adams en Iowa con la intención de formar un nuevo asentamiento permanente. En 1860, cuando la colonia de Nauvoo quebró, muchos miembros de la comunidad se trasladaron a este nuevo sitio en Iowa. Los colonos llegaron sin nada en las manos, excepto sus habilidades y $20,000 de deudas. El estado de Iowa otorgó en 1860 una carta de incorporación a la colonia de Corning. La comunidad prosperó durante la guerra civil estadounidense gracias a la venta de alimentos a buenos precios y fueron capaces de pagar su deuda colectiva para 1870.
En la década de 1870, la colonia icariana en Corning se dividió. Los vieux icariens estaban en contra de conceder a las mujeres el derecho al voto, mientras que los jeunes icariens estaban a favor de hacerlo. Por una votación de 31 contra 17, la comunidad entera votó contra el sufragio femenino. Después de ello, los icarianos jóvenes se trasladaron a un nuevo lugar a 5 km al este de Corning. La comunidad de icarianos antiguos dejó de ser viable y fue forzada a dispersarse debido a la bancarrota en 1878. La nueva comunidad establecido su propia constitución en 1879. En 1898, esta última comunidad de icarianos se disolvió de forma voluntaria, pues sus miembros decidieron integrarse en los pueblos aledaños.

### Cheltenham, Misuri
Los icarianos que habían abandonado Nauvoo llegaron a San Luis el 6 de noviembre de 1856. Cabet falleció dos días después. El 15 de febrero de 1858, un grupo de 151 icarianos tomó posesión de unos cuantos cientos de acres en Cheltenham, Misuri. Esta colonia cayó rápidamente en varias disputas. Durante la Guerra Civil, muchos jóvenes se unieron a la causa de la Unión. Para 1864, solo alrededor de veinte residentes permanecían en la propiedad. En marzo de 1864, A. Sauva retornó las llaves de la propiedad a Thomas Allen, de quien había comprado la propiedad en 1858, dejando un gran deuda detrás.
En 1872, los edificios quedaron en mal estado y, en 1875, un incendió destruyó todas las edificaciones de la propiedad, con lo que se eliminó la última evidencia de la colonia icariana.

### Cloverdale, California
Se estableció una nueva colonia de Icaria en 1881 al sur de Cloverdale, California, pero se disolvió en 1886. En la actualidad, existe un marcador histórico al sur del pueblo señalando donde quedaba la escuela.